# Pelophylax epeiroticus
Pelophylax epeiroticus – gatunek płaza bezogonowego z rodziny żabowatych występujący endemicznie w zachodniej Grecji i południowo-zachodniej Albanii. Dorasta do 10 cm długości i zasiedla zbiorniki wodne, w których dochodzi do rozrodu. Gatunek bliski zagrożenia w związku ze stosunkowo niewielkim zasięgiem występowania oraz spadkiem rozmiarów i jakości jego siedlisk. 

## Wygląd
Płaz ten dorasta do 6–10 cm długości (samce średnio do 7,4 cm długości, a samice do 8,3 cm długości). Kształt ciała podobny do innych przedstawicieli rodzaju Pelophylax. Oczy osadzone blisko siebie, kończyny tylne długie. U większości przedstawicieli grzbiet ma jednolity zielony kolor, a na jego środku biegnie jasnozielony podłużny pasek. Grzbiet pokryty nieregularnie rozmieszczonymi ciemnozielonymi kropkami. Pachwiny są żółtawe, a uda pokryte są ciemnymi poprzecznymi pasami. Od spokrewnionej żaby bałkańskiej (Pelophylax kurtmuelleri) P. epeiroticus różni się mniej wyraźnie zaznaczonymi fałdami skóry na grzbiecie oraz mniejszym rozmiarem modzela podeszwowego.

## Zasięg występowania i siedlisko
Gatunek ten występuje w zachodniej Grecji wzdłuż brzegu Morza Jońskiego oraz w okręgu Saranda w południowo-zachodniej Albanii. Spotykany jest na wysokościach 0–500 m n.p.m. Występuje fragmentacja zasięgu, którego obszar wynosi 25 660 km². Dochodzi do częstego krzyżowania z żabą bałkańską. Liczba mieszańców jest natomiast niewielka w porównaniu z liczbą osobników P. epeiroticus i żaby bałkańskiej.
Gatunek ten jest silnie związany z wodą i zasiedla wody stojące, wolno płynące rzeki, kanały oraz bagna. Jego siedliska często cechują się bujną roślinnością na brzegach. Zaniepokojony ucieka w głąb lądu (w przeciwieństwie do innych przedstawicieli Pelophylax, którzy uciekają do wody).

## Rozród
Okres godowy trwa od marca do lipca. Do rozrodu i rozwoju kijanek dochodzi w zbiornikach wodnych. Samce nawołują schowane pod dryfującą roślinnością wodną, a jedyną częścią ich ciała wynurzoną ponad wodę jest głowa (samce innych przedstawicieli rodzaju Pelophylax zazwyczaj nawołują dryfując po wodzie).

## Status i ochrona
W czerwonej księdze gatunków zagrożonych Międzynarodowej Unii Ochrony Przyrody (IUCN) Pelophylax epeiroticus sklasyfikowany jest jako gatunek bliski zagrożenia (Near Threatened, NT) w związku ze stosunkowo niewielkim zasięgiem występowania oraz spadkiem rozmiarów i jakości jego siedlisk. Na obszarach zajmowanych jest to gatunek powszechny, jednakowoż szacuje się, że ogólne rozmiary populacji maleją.
Gatunkowi temu zagraża osuszanie terenów podmokłych, zanieczyszczanie wód, budowa tam oraz hydroelektrowni, infekcje patogenicznego grzyba Batrachochytrium dendrobatidis oraz erozja genetyczna spowodowana hybrydyzacją z innymi gatunkami rodzaju Pelophylax. W przyszłości P. epeiroticus zagrażać mogą również zmiany klimatu.
Płaz ten występuje na wielu obszarach chronionych. Ponadto wymieniony jest w załączniku III konwencji berneńskiej.